# Fokker
Fokker var en hollandsk flyproducent opkaldt efter grundlæggeren Anthony Fokker. Selskabet opererede under flere forskellige navne, siden etableringen i 1912 i Schwerin, Tyskland. I 1919 flyttede aktiviteterne til Holland.
Under sin mest succesfulde periode i 1920'erne og 1930'erne, dominerede Fokker markedet for civile passagerfly. Fokker gik konkurs i 1996, og de fleste af selskabets aktiviteter blev solgt til forskellige konkurrenter.

## Fly fra Fokker
| 1912-1918 | 1919-1940 | Fokker-Atlantic | 1945-1996 |
| --- | --- | --- | --- |
| - Fokker Spin - Fokker M.1 - M.4 Spin - Fokker W.1 - W.2 - Fokker A.III (M.5K) - Fokker A.II (M.5L) - Fokker M.6 - Fokker B.I (M.7 en M.10E) - Fokker W.3 - Fokker A.I (M.8) - Fokker M.9 - Fokker B.II (M.10Z) - Fokker E.I (M.5K/MG) - Fokker E.II (M.14) - Fokker E.III (M.14v) - Fokker E.IV (M.15) - Fokker M.16E og M.16Z - Fokker B.II (M.17Z) - Fokker B.III (M.18Z) - Fokker D.I (M.18E) - Fokker D.II (M.17E) - Fokker D.III (M.19) - Fokker D.IV (M.21) - Fokker D.V (M.22) - Fokker V.1 - Fokker V.2 og V.3 - Fokker V.4 - Fokker F.I (V.5) - Fokker Dr.I - Fokker V.6 - Fokker V.7 - Fokker V.8 - Fokker V.9, V.11, V.12 - Fokker V.13. V.14, V.16 - Fokker D.VI - Fokker D.VII (V.11/13) - Fokker V.17 - V.25 - Fokker E.V/D.VIII (V.26) - Fokker V.27 - V.37 - Fokker C.I (V.38) - Idflieg-koder (Inspektion der Fliegertruppen) - 'A': ubevæbnet monoplan - 'B': ubevæbnet biplan - 'C': tosædet bevæbnet biplan - 'D': ensædet bevæbnet biplan - 'Dr': Dreidecker = triplan - 'E': Eindecker = monoplan | - Fokker V.39 - Fokker V.42 - Fokker C.I - Fokker F.6 - Fokker F.II - Fokker F.III - Fokker F.IV - Fokker T.II - Fokker S.I - Fokker D.IX - Fokker D.X - Fokker S.II - Fokker B.I - Fokker C.IV - Fokker F.V - Fokker S.III - Fokker D.XI - Fokker T.III - Fokker B.II - Fokker F.VII - Fokker C.V - Fokker D.XII - Fokker D.XIII - Fokker S.IV - Fokker D.XIV - Fokker B.III - Fokker F.VIII - Fokker T.IV - T.IVa - Fokker C.VIIW - Fokker F.XI "Universal" - Fokker F.XIV - Fokker D.XVI - Fokker F.IX - Fokker C.VIII - Fokker C.IX - Fokker F.XII - Fokker D.XVII - Fokker F.XVIII - Fokker F.XX - Fokker F.XXXVI - Fokker C.X - Fokker F.XXII - Fokker C.XIW - Fokker D.XXI - Fokker G.I - Fokker T.V - Fokker S.IX - Fokker C.CIVW - Fokker T.VIIIW - Fokker D.XXIII - Fokker T.IX | - Fokker A-2 ambulancefly - Fokker A-7 jagerbomber - Fokker AO - Fokker B-8 - Fokker C-2 - Fokker C-5 - Fokker C-7 - Fokker C-14 - Fokker C-15 - Fokker C-16 - Fokker C-20 - Fokker CO-4 - Fokker CO-4 Mailplane - Fokker CO-8 - Fokker FA - Fokker FLB - Fokker JA - Fokker LB-2 bombefly - Fokker O-27 - Fokker PJ - Fokker PW-5 - Fokker PW-6 - Fokker PW-7 - Fokker RA - Fokker T-2 - Fokker B.11 sportsfly - Fokker F.7 - Fokker F.10 - Fokker F.11 - Fokker F.12 - Fokker F.13 - Fokker F.14 - Fokker DH-4M - Fokker-Hall H-51 - Fokker Universal - Fokker Super Universal | - Fokker F24 - Fokker F25 Promotor - Fokker S-11 Instructor - Fokker S-12 Instructor - Fokker S-13 Universal Trainer - Fokker S-14 Machtrainer - Fokker F26 Phantom - Fokker F27 Friendship - Fokker F28 Fellowship - Fokker 50 - Fokker 60 - Fokker 70 - Fokker 100 - Fokker 130 (ikke færdigt) |